# 7845 Mckim
7845 Mckim este un asteroid din centura principală de asteroizi.

## Descriere
7845 Mckim este un asteroid din centura principală de asteroizi. A fost descoperit pe 1 ianuarie 1996 la Ōizumi de Takao Kobayashi. El prezintă o orbită caracterizată de o semiaxă mare de 3,20 ua, o excentricitate de 0,21 și o înclinație de 16,0° în raport cu ecliptica.